# Α-黑色素细胞刺激素
α-黑色素细胞刺激素（英語：α-Melanocyte-stimulating hormone，缩写为α-MSH），或称α-促黑素细胞激素、α-黑素细胞皮质激素等，是一种内源肽类激素，也是黑素皮质素家族的神经肽，有着十三肽结构，其氨基酸序列为Ac-Ser-Tyr-Ser-Met-Glu-His-Phe-Arg-Trp-Gly-Lys-Pro-Val-NH2。α-黑色素细胞刺激素是最重要的黑色素细胞刺激素（MSH）之一，起到激活黑素細胞的作用；在人类在内的哺乳动物中，这一激活途径调控了毛发与皮膚等的色素分布。α-黑色素细胞刺激素也调控进食行为、能量稳态、性行为等，有着阻抑缺血、防止再灌注损伤等保护功能。
α-黑色素细胞刺激素（α-MSH）是黑素皮质素受体MC1R、MC3R、MC4R和MC5R的无特异选择性的完全激动剂。MC2R仅被促腎上腺皮質激素（ACTH）激活，而对α-MSH无效。MC1R的单独激活调控了毛色分布，而在MC1R调控食欲、新陈代谢、性行为时，则需要经由MC3R和MC4R。α-黑色素细胞刺激素是促腎上腺皮質激素（ACTH）分解断裂的产物，而促腎上腺皮質激素则又是前腦啡黑細胞促素皮促素（POMC）的断裂产物。